# 掛橋沙耶香
掛橋 沙耶香（かけはし さやか、2002年〈平成14年〉11月20日 - ）は、日本の元アイドル、元女優であり、女性アイドルグループ乃木坂46の元メンバーである。岡山県出身。2024年8月19日に芸能界から引退した。

## 来歴
2002年（平成14年）11月20日生まれ。
2018年（平成30年）8月19日、『坂道合同新規メンバー募集オーディション』に合格。「B.L.T.賞」を受賞した。同年11月29日、乃木坂46に配属された。同年12月3日、日本武道館で開催された『乃木坂46 4期生お見立て会』でファンに初披露され、大好きな曲『逃げ水』をギターで弾き語りした。
2019年（令和元年）9月4日発売の24thシングル『夜明けまで強がらなくてもいい』のカップリング曲「図書室の君へ」で初のセンターを務めた。
2020年（令和2年）7月10日から岡山県に本社を置く「SUENAGAグループ」のテレビCM『ジブンに挑戦する人』篇に出演し、イメージキャラクターに就任した。
2021年（令和3年）3月26日からひかりTVチャンネル+（現Lemino）で放送された『取り立て屋ハニーズ』でドラマ初主演を務めた。同年8月15日深夜に放送された『乃木坂工事中』（テレビ愛知）にて、9月22日発売の28thシングル『君に叱られた』で初めて選抜メンバーに選ばれたことが発表された。
2022年（令和4年）8月29日に開催された「真夏の全国ツアー2022」東京公演（明治神宮野球場）で1塁ベンチ上の階段から転倒落下して負傷し、救急搬送された。同年9月3日、ステージから落下したことにより負った切り傷および打撲に加え、一部骨折している箇所が判明したことから、一定期間治療に専念することが発表された。同年11月2日、自身のブログで事故当時の状況や休業中の様子について報告し、引き続き治療に専念することを明かした。
2024年（令和6年）8月10日、乃木坂46からの卒業と芸能界引退を自身のブログにて発表。同月19日（18日深夜）放送の『乃木坂工事中』に約2年ぶりに出演し、卒業のあいさつをした。同日、事前収録された卒業セレモニーのYouTube配信をもって乃木坂46を卒業、芸能界を引退した。卒業セレモニーのラスト曲歌唱前に『最後のわがままとして私もファンも好きな大切な曲「図書室の君へ」を自身が卒業した後も歌い継いでいってもらうことだと思っています』と語った。同月20日、乃木坂46としての最後のブログ更新を行った。同月31日、乃木坂46公式サイト内の公式ブログが閉鎖された。引退後は海外で慈善活動などをする予定であることを明らかにしている。

## 人物
愛称は、さぁちゃん、おかけ、にょん。名前の沙耶香は「さやかという名前は美人しかいない」という理由で父親が命名した。
家族は父・母・兄。
長所は、人にいじわるしない。短所は、ネガティブすぎること。

### 趣味
趣味は、読書、美術館に行くこと。

### 特技
特技は、ギターを弾くこと。
HoneyWorksの曲を弾けるようになりたかったことがきっかけで、中学2年生の頃からギターを始める。乃木坂46を知ったのは楽曲「大嫌いなはずだった。」にグループが関わっていたことから。中学3年生の頃からは作曲も始めている。ジャンルとしてはチップチューンが多く、匿名で投稿したこともある。
小学1年生から6年生までは空手を習っており、2年生の頃には道場の大会で準優勝したことがある。

### 乃木坂46
加入前から乃木坂46のファン。坂道合同オーディションも落ちると思って躊躇していたが、受けなくて後悔するより落ちて後悔した方がいいと思い応募した。1次2次と受かっていくうちに乃木坂46に入りたい気持ちが強くなっていった。大好きな与田祐希に憧れ、このオーディションだけを受けている。好きな曲は『逃げ水』。
サイリウムカラーはピンク×オレンジでテディベアのオレンジとリボンのピンクをイメージしている。

## 作品

### シングル
乃木坂46
- 4番目の光（2019年5月29日、SRCL-11192/3） - EAN 4547366406719。
- 図書室の君へ（2019年9月4日、SRCL-11262/3） - EAN 4547366418576。
- I see…（2020年3月25日、SRCL-11466/7） - EAN 4547366444230。
- 世界中の隣人よ（2020年5月25日）[36]
- Out of the blue（2021年1月27日、SRCL-11686/7） - EAN 4547366487282。
- 猫舌カモミールティー（2021年6月9日、SRCL-11844） - EAN 4547366507300。
- 君に叱られた（2021年9月22日、SRCL-11880/8） - EAN 4547366522303。
- 他人のそら似（2021年9月22日、SRCL-11888） - EAN 4547366522334。
- 最後のTight Hug（2021年11月5日）[37]
- Actually...（2022年3月23日、SRCL-12100/8） - EAN 4547366549058。
- 深読み（2022年3月23日、SRCL-12100/8） - EAN 4547366549058。
- 好きになってみた（2022年3月23日、SRCL-12108） - EAN 4547366549089。
- 好きというのはロックだぜ!（2022年8月31日、SRCL-12210/8） - EAN 4547366571950。
- ジャンピングジョーカーフラッシュ（2022年8月31日、SRCL-12212/3） - EAN 4547366571967。

### アルバム
乃木坂46
- 今が思い出になるまで（2019年4月17日、SRCL-11140/7） - EAN 4547366401325。
- Time flies（2021年12月15日、SRCL-12020/30） - EAN 4547366534184。

### 映像作品
- いつのまにか、ここにいる Documentary of 乃木坂46（2019年12月25日） - EAN 4988104123695。
- 乃木坂46 7th YEAR BIRTHDAY LIVE 2019.2.21-24 KYOCERA DOME OSAKA（2020年2月5日） - EAN 4547366438956。
- 乃木坂どこへ 第1巻（2020年3月6日） - EAN 4988021717984, EAN 4988021140058。
- 乃木坂どこへ 第2巻（2020年8月7日） - EAN 4988021718141, EAN 4988021140317。
- 乃木坂46 8th YEAR BIRTHDAY LIVE 2020.2.21-24 NAGOYA DOME（2020年12月23日） - EAN 4547366482812。
- ノギザカスキッツ 第1巻（2021年1月8日） - EAN 4988021718264, EAN 4988021140508。
- NOGIZAKA46 Mai Shiraishi Graduation Concert 〜Always beside you〜（2021年3月10日） - EAN 4547366491104。
- ノギザカスキッツ 第2巻（2021年4月2日） - EAN 4988021718271, EAN 4988021140515。
- ノギザカスキッツACT2 第1巻（2021年7月30日） - EAN 4988021718608, EAN 4988021140829。
- ノギザカスキッツACT2 第2巻（2021年10月22日） - EAN 4988021718615, EAN 4988021140836。
- 乃木坂スター誕生! 第1巻（2022年1月14日） - EAN 4988021718738, EAN 4988021140980。
- 乃木坂スター誕生! 第2巻（2022年4月22日） - EAN 4988021718745, EAN 4988021140997。
- 乃木坂46 9th YEAR BIRTHDAY LIVE 5DAYS（2022年6月8日） - EAN 4547366541441, EAN 4547366541465。
- 乃木坂スター誕生!2 第1巻（2022年7月22日） - EAN 4988021718974, EAN 4988021141550。
- 乃木坂スター誕生!2 第2巻（2022年10月28日） - EAN 4988021718981, EAN 4988021141567。
- 乃木坂46 真夏の全国ツアー2021 FINAL! IN TOKYO DOME（2022年11月16日） - EAN 4547366576009, EAN 4547366576016。
- 乃木坂46 10th YEAR BIRTHDAY LIVE（2023年2月22日） - EAN 4547366594324, EAN 4547366594447。
- さ〜ゆ〜Ready?さゆりんご軍団ライブ / 松村沙友理 卒業コンサート（2023年4月26日）[38]
- 生田絵梨花 卒業コンサート（2023年4月26日）[38]

## 出演

### ウェブドラマ
- サムのこと（2020年3月20日 - 28日、dTV）モモ 役[39]
- 取り立て屋ハニーズ（2021年3月26日 - 6月11日、ひかりTV・ひかりTV for docomo・dTVチャンネル）主演・丹波リリカ 役（高橋ユウ、加藤小夏とトリプル主演）[11]

### CM
- SUENAGAグループ
  - 「ジブンに挑戦する人」篇（2020年7月10日 - ）[10]
  - 「路面電車にて」篇（2022年7月7日 - ）[40]